# Mariana Levy
Mariana Levy Fernández (Mexico-Stad, 22 april 1965 - aldaar, 29 april 2005) was een Mexicaans actrice en presentatrice.
Levy was de dochter van actrice Talina Fernández. Haar carrière begon in de jaren 80 en zij speelde vooral rollen in telenovela's. In 1994 huwde zij Ariel López Padilla, met wie zij een kind kreeg maar later scheidde. In 2005 kwam zij om het leven door een hartaanval, naar verluidt nadat gewapende mannen haar probeerden te ontvoeren.
- Library of Congress Control Number: no2014150723
- Virtual International Authority File: 312881899
- WorldCat: E39PBJdCm96qVyJwhcJ33Tw3cP